# Ademosyne bacca
Ademosyne bacca is een keversoort uit de familie Ademosynidae. De wetenschappelijke naam van de soort is voor het eerst geldig gepubliceerd in 1969 door Ponomarenko.